# Kasteel te Boekel

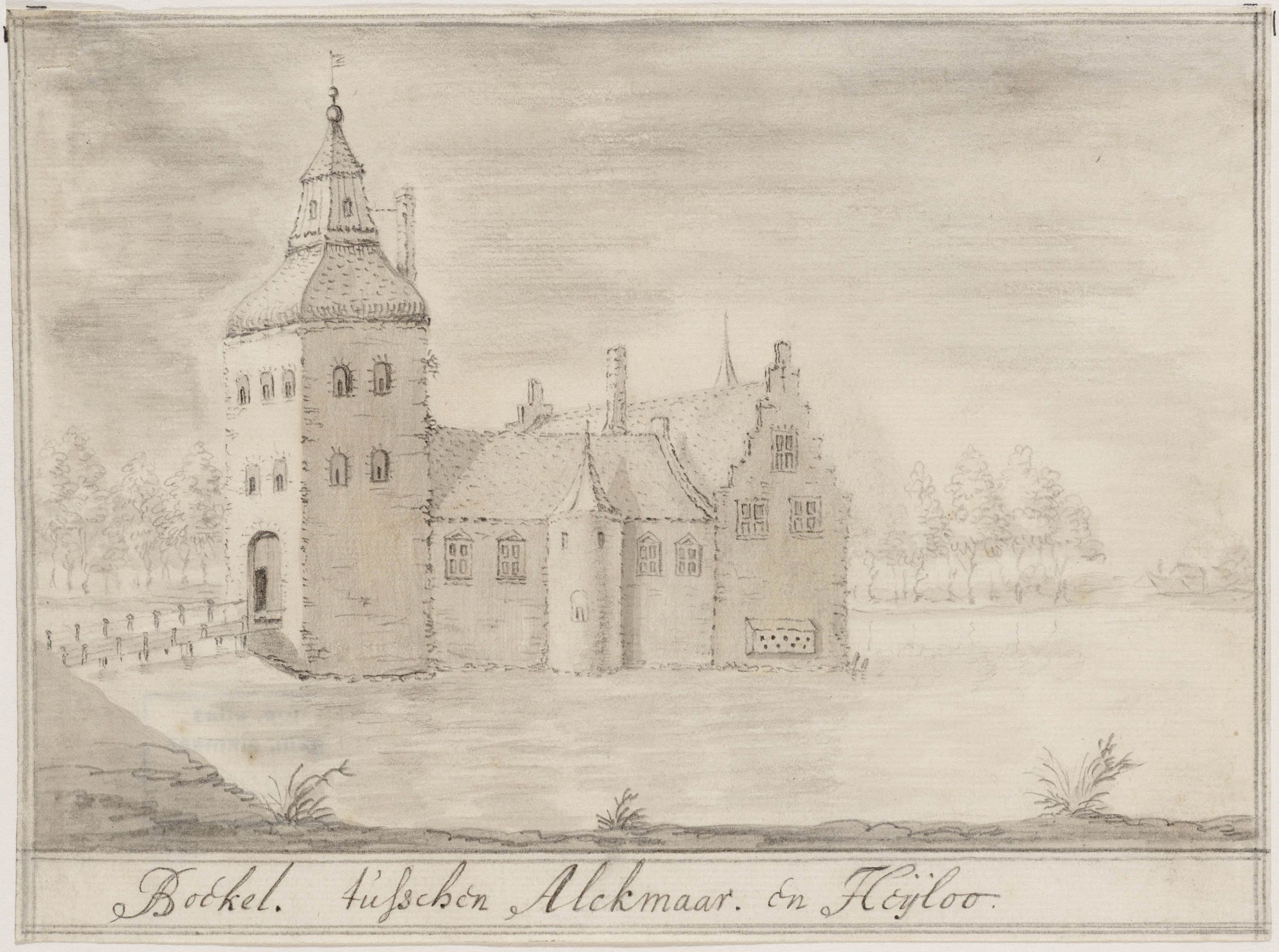
Tekening van het kasteel te Boekel, door Jacobus Stellingwerff (circa 1700). De tekening wordt beschouwd als fantasie.

Het kasteel te Boekel heeft gestaan bij de Nederlandse buurtschap Boekel, provincie Noord-Holland.
Mogelijk is het kasteel in de 12e eeuw gebouwd. Het stond op een strategische plek en bood Kennemerland bescherming tegen aanvallen door Westfriezen. In 1169 zou er vanuit het kasteel ondersteuning zijn gegeven aan Alkmaar toen de stad werd aangevallen. Rond 1400 was het kasteel verdwenen.
Het is niet bekend wie er in het kasteel heeft gewoond. Er was geen adellijk geslacht Van Boekel. Begin 13e eeuw is er wel sprake van een ridder Dirk van Boekel die bemiddelde bij een conflict tussen Willem van Egmond en de abt van de abdij van Egmond.
Het kasteelterrein is herontdekt op luchtfoto's uit 1939. Het kasteel stond aan de oostelijke oever van het voormalige Boekelermeer. Op het terrein stond destijds een boerderij. Anno 2024 is het gebied een bedrijventerrein.
De enige afbeelding van het kasteel is een tekening door Jacobus Stellingwerff uit circa 1700. De tekening wordt beschouwd als fantasie.
Adrichem · Aelbrechtsberg · Akersloot · Amstel · Amsterdam · Assendelft · Assumburg · Banjaert · Beeckestijn · Berkenrode · Boekel · Bollenhofstede · Ten Bosch · Brederode · Caprera · Ter Coulster · Cranenbroek · Dampegeest · Eenigenburch · Egmond · Heemstede · Hilversum · Ilpenstein · Jan Aernts woninge van Bennebroek · Keggenrode · Ter Kleef · Kostverloren · Kronenburg · Marquette · Merestein · Middelburg · Muiderslot · Nederhorst · Nieuwburg · Nuwendoorn · Oud Haerlem · De Park · Poelenburg · Purmersteijn · Radboud · Huis te Ramp · Reewijk/Rietwijk · Rolland · Ruysdael · Schagen · Huis te Schoten · Sparenwoude · Te Spijk · Swanenburch · Sypesteyn · Tetrode · Teylingerbosch · Torenburg · Velsen · De Vlotter · Vogelenzang · Ter Wijc · Wijdenes · Ypestein · Te Zaanen